# Ophoven (Kinrooi)
Ophoven  (Limburgs: Opove) is een dorp in de Belgische provincie Limburg en een deelgemeente van de gemeente Kinrooi, gelegen ten noorden van Maaseik, het was een zelfstandige gemeente tot aan de gemeentelijke herindeling van 1977.

## Etymologie
Doordat het huidige Ophoven voortkwam uit Geistingen werd de nederzetting aanvankelijk Opgeistingen genoemd, daar ze stroomopwaarts van Geistingen aan de Witbeek ligt. Vanaf de 15e eeuw kwam de naam Ophoven in zwang.

## Geschiedenis

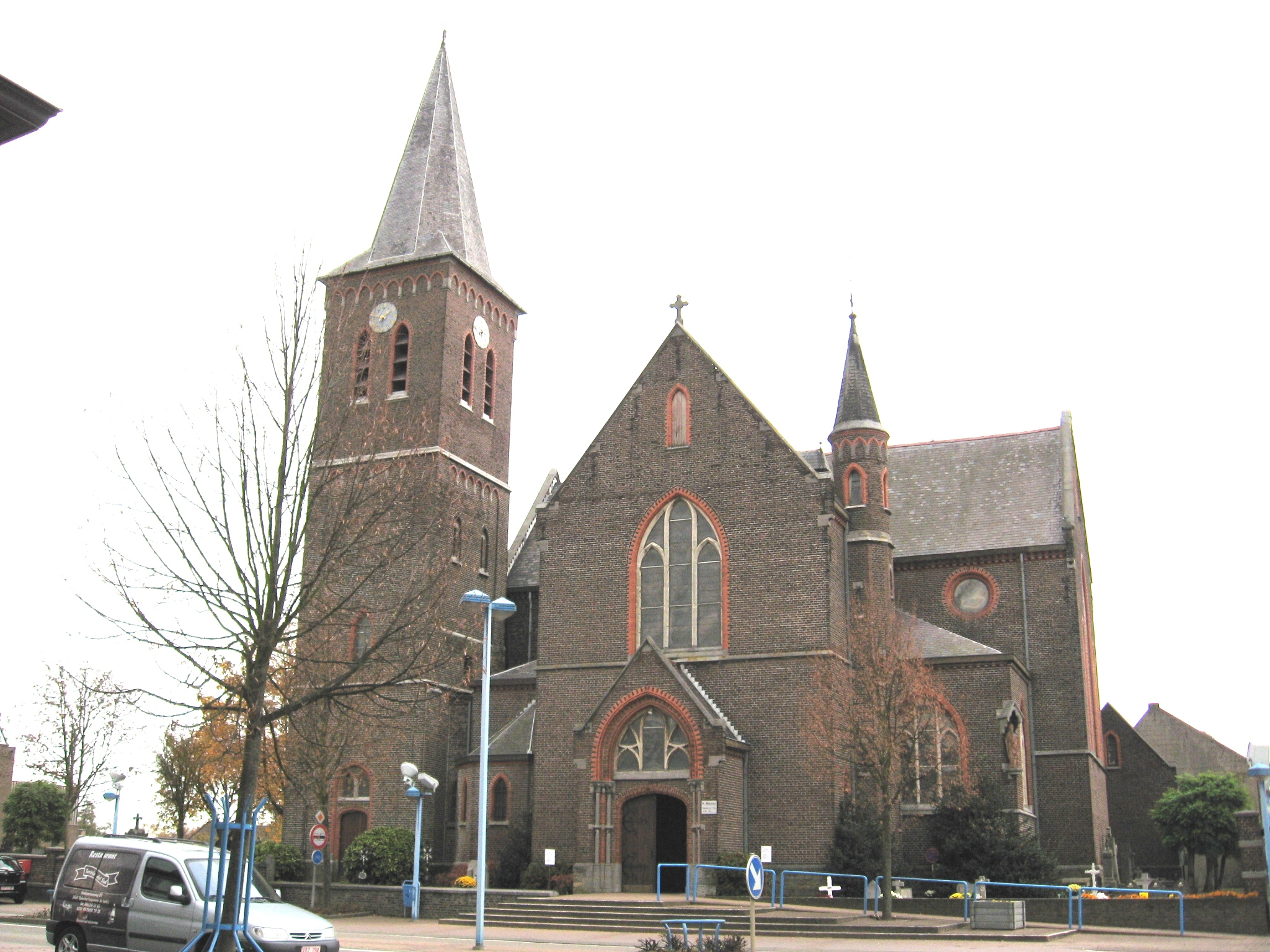
De Sint-Servatiuskerk

In dit gebied werd in 1973 een grafveld gevonden dat in de Merovingische periode in gebruik was en tussen 720 en 740 werd verlaten, mogelijk in verband met de kerstening. Ook liep vlakbij de heirbaan Maastricht-Nijmegen. Tussen Maaseik en Ophoven werd in 1950 een opgraving naar deze weg verricht.
Ophoven en Geistingen vormden, zeker sinds de 13e eeuw, een exclave van de heerlijkheid en het latere graafschap Horn. Dit was een leen van het graafschap Loon en vanaf 1366 het prinsbisdom Luik. Na de executie van graaf Filips van Montmorency (1568) kwam Horn rechtstreeks onder Luik te staan.
De 17e en 18e eeuw werden gekenmerkt door veel overlast van troepen. Zo moesten de plaatsen tijdens de Hollandse Oorlog opdraaien voor het onderhoud van Franse troepen, wat hen in de schulden bracht. Eind 18e eeuw had men te maken met de benden van de Bokkenrijders, waarvan diverse leden in Ophoven woonden. Men onderscheidt een "eerste bende" (tot 1785) en een "tweede bende" (tot 1794).
Ophoven-Geistingen strekte zich naar het westen uit tot aan Tongerlo. In dit gebied lagen de gehuchten het Leu, de Heihuizen, Aan de Raam, de Hagendoren en Op de Simpel. In 1845 werden de laatste twee gehuchten afgestaan aan de nieuwe gemeente Kinrooi (zie oprichting van de gemeente Kinrooi).
Omdat Ophoven geleidelijk aan belangrijker geworden was dan Geistingen, werd de gemeentenaam Ophoven-Geistingen vervangen door Ophoven. Sinds 1971 maakt Ophoven deel uit van de fusiegemeente Kinrooi.
Op zondag 1 juli 2018 vond in Ophoven het Oud Limburgs Schuttersfeest plaats, georganiseerd door schutterij St. Servatius uit de buurtschap Raam.

## Demografische ontwikkeling
- Bronnen:NIS, Opm:1831 tot en met 1970=volkstellingen; 1976 = inwoneraantal op 31 december

## Natuur en landschap
Ophoven ligt aan de rand van een holocene vlakte, de Maasvallei, waarover de Maas meanderde gedurende het Holoceen. De rand van de vallei is een steilrand (het Maastalud) van enkele meters hoogte, die de overgang vormt naar het middenterras van de Maas. Hierlangs liep de voormalige Romeinse heerbaan. De vallei was vruchtbaar, maar werd regelmatig overstroomd. Hier lagen ooit een aantal hoeven, een watermolen en dergelijke. Eind 17e eeuw verdween de bewoning, nadat enkele grote overstromingen hadden plaatsgevonden. Vanaf 1944 werd het gebied vergraven ten behoeve van de grindwinning, waarbij grote waterplassen ontstonden. Deze werden omgevormd tot watersportrecreatiegebied, zie De Spaanjerd.
De bewoningskernen lagen op het terras, dat geschikt was voor de landbouw en reeds vroeg ontgonnen werd. Ten westen daar weer van begon de Vlakte van Bocholt, een heidelandschap op dekzand, dat pas in de 19e eeuw werd ontgonnen. Hier zijn rechtere wegen en er ontstonden ook nieuwe gehuchten, zoals Raam.
Van de waterlopen kan de Witbeek worden genoemd, en ook de in 1865 gegraven Lossing, welke bij Ophoven in de Maas uitmondt.

## Bezienswaardigheden
- De Sint-Servatiuskerk, een neogotisch bouwwerk uit 1905.
- De Korenbloem, een molenromp uit 1806, aan Heerweg 13.
- 't Meulke, restant van een watermolen op de Witbeek, aan Donkstraat 93.
- Huis Gielen, een laatklassicistisch herenhuis uit 1821, aan Maasstraat 55.
- Huis Reynders, een huis in Maasstijl uit 1707, aan Maasstraat 14.

## Politiek
Ophoven had een eigen gemeentebestuur en burgemeester tot de fusie van 1971. Burgemeesters waren:
- 1831-1841 : Lambert Rutten[2]
- 1912-1937 : Jan Rutten
- 1938-1942 : Mathieu Segers[3]
- 1942-???? : Jaak Henckens[3]
- 1946-1958 : Jozef Gielen[2]
- 1958-1970 : Gaspard Coolen

De laatste burgemeester, Gaspard Coolen, was na de fusie nog twee legislaturen burgemeester van fusiegemeente Kinrooi.

## Economie
Ophoven was vanouds een landbouwgemeente, maar in de 20e eeuw ontstond ook intensieve veehouderij. Vele bewoners vinden tegenwoordig hun werk elders en zijn forenzen. Door de komst van de watersport is ook de recreatie een belangrijk bestaansmiddel geworden.

## Nabijgelegen kernen
Geistingen, Aldeneik, Maaseik, Kinrooi, Ohé en Laak (voetveer)